# Ordinary Love
Ordinary Love is een nummer van de Ierse rockband U2. Het werd speciaal geschreven voor de biografische film van Nelson Mandela, Mandela: Long walk to freedom genaamd. Het nummer werd op 2 december 2013 uitgebracht op single, drie dagen voor het overlijden van Mandela.
De tekst van het nummer is een ode aan Mandela, die bevriend was met de leden van U2. Op de B-kant staat een nieuwe versie van "Breathe", een albumtrack die terug is te vinden op No Line on the Horizon. Tijdens de Innocence + Experience-tour in 2015 werd het nummer elf keer live gespeeld.

## Hitnoteringen

### Nederlandse Top 40
| Hitnotering: 14-12-2013 t/m 05-04-2014 | Hitnotering: 14-12-2013 t/m 05-04-2014 | Hitnotering: 14-12-2013 t/m 05-04-2014 | Hitnotering: 14-12-2013 t/m 05-04-2014 | Hitnotering: 14-12-2013 t/m 05-04-2014 | Hitnotering: 14-12-2013 t/m 05-04-2014 | Hitnotering: 14-12-2013 t/m 05-04-2014 | Hitnotering: 14-12-2013 t/m 05-04-2014 | Hitnotering: 14-12-2013 t/m 05-04-2014 | Hitnotering: 14-12-2013 t/m 05-04-2014 | Hitnotering: 14-12-2013 t/m 05-04-2014 | Hitnotering: 14-12-2013 t/m 05-04-2014 | Hitnotering: 14-12-2013 t/m 05-04-2014 | Hitnotering: 14-12-2013 t/m 05-04-2014 | Hitnotering: 14-12-2013 t/m 05-04-2014 | Hitnotering: 14-12-2013 t/m 05-04-2014 | Hitnotering: 14-12-2013 t/m 05-04-2014 | Hitnotering: 14-12-2013 t/m 05-04-2014 | Hitnotering: 14-12-2013 t/m 05-04-2014 |
| Week:                                  | 1                                      | 2                                      | 3                                      | 4                                      | 5                                      | 6                                      | 7                                      | 8                                      | 9                                      | 10                                     | 11                                     | 12                                     | 13                                     | 14                                     | 15                                     | 16                                     | 17                                     |                                        |
| -------------------------------------- | -------------------------------------- | -------------------------------------- | -------------------------------------- | -------------------------------------- | -------------------------------------- | -------------------------------------- | -------------------------------------- | -------------------------------------- | -------------------------------------- | -------------------------------------- | -------------------------------------- | -------------------------------------- | -------------------------------------- | -------------------------------------- | -------------------------------------- | -------------------------------------- | -------------------------------------- | -------------------------------------- |
| Positie:                               | 9                                      | 7                                      | 8                                      | 10                                     | 13                                     | 15                                     | 14                                     | 14                                     | 14                                     | 12                                     | 8                                      | 11                                     | 14                                     | 16                                     | 22                                     | 25                                     | 34                                     | uit                                    |

### B2B Single Top 100
| Hitnotering: 07-12-2013 t/m 17-05-2014 | Hitnotering: 07-12-2013 t/m 17-05-2014 | Hitnotering: 07-12-2013 t/m 17-05-2014 | Hitnotering: 07-12-2013 t/m 17-05-2014 | Hitnotering: 07-12-2013 t/m 17-05-2014 | Hitnotering: 07-12-2013 t/m 17-05-2014 | Hitnotering: 07-12-2013 t/m 17-05-2014 | Hitnotering: 07-12-2013 t/m 17-05-2014 | Hitnotering: 07-12-2013 t/m 17-05-2014 | Hitnotering: 07-12-2013 t/m 17-05-2014 | Hitnotering: 07-12-2013 t/m 17-05-2014 | Hitnotering: 07-12-2013 t/m 17-05-2014 | Hitnotering: 07-12-2013 t/m 17-05-2014 | Hitnotering: 07-12-2013 t/m 17-05-2014 | Hitnotering: 07-12-2013 t/m 17-05-2014 | Hitnotering: 07-12-2013 t/m 17-05-2014 | Hitnotering: 07-12-2013 t/m 17-05-2014 | Hitnotering: 07-12-2013 t/m 17-05-2014 | Hitnotering: 07-12-2013 t/m 17-05-2014 | Hitnotering: 07-12-2013 t/m 17-05-2014 | Hitnotering: 07-12-2013 t/m 17-05-2014 | Hitnotering: 07-12-2013 t/m 17-05-2014 | Hitnotering: 07-12-2013 t/m 17-05-2014 | Hitnotering: 07-12-2013 t/m 17-05-2014 | Hitnotering: 07-12-2013 t/m 17-05-2014 | Hitnotering: 07-12-2013 t/m 17-05-2014 |
| Week:                                  | 1                                      | 2                                      | 3                                      | 4                                      | 5                                      | 6                                      | 7                                      | 8                                      | 9                                      | 10                                     | 11                                     | 12                                     | 13                                     | 14                                     | 15                                     | 16                                     | 17                                     | 18                                     | 19                                     | 20                                     | 21                                     | 22                                     | 23                                     | 24                                     |                                        |
| -------------------------------------- | -------------------------------------- | -------------------------------------- | -------------------------------------- | -------------------------------------- | -------------------------------------- | -------------------------------------- | -------------------------------------- | -------------------------------------- | -------------------------------------- | -------------------------------------- | -------------------------------------- | -------------------------------------- | -------------------------------------- | -------------------------------------- | -------------------------------------- | -------------------------------------- | -------------------------------------- | -------------------------------------- | -------------------------------------- | -------------------------------------- | -------------------------------------- | -------------------------------------- | -------------------------------------- | -------------------------------------- | -------------------------------------- |
| Positie:                               | 16                                     | 6                                      | 13                                     | 23                                     | 28                                     | 23                                     | 13                                     | 14                                     | 15                                     | 13                                     | 18                                     | 24                                     | 30                                     | 29                                     | 25                                     | 34                                     | 37                                     | 45                                     | 43                                     | 49                                     | 56                                     | 57                                     | 64                                     | 97                                     | uit                                    |

### Vlaamse Ultratop 50
| Hitnotering: 14-12-2013 t/m 08-03-2014 | Hitnotering: 14-12-2013 t/m 08-03-2014 | Hitnotering: 14-12-2013 t/m 08-03-2014 | Hitnotering: 14-12-2013 t/m 08-03-2014 | Hitnotering: 14-12-2013 t/m 08-03-2014 | Hitnotering: 14-12-2013 t/m 08-03-2014 | Hitnotering: 14-12-2013 t/m 08-03-2014 | Hitnotering: 14-12-2013 t/m 08-03-2014 | Hitnotering: 14-12-2013 t/m 08-03-2014 | Hitnotering: 14-12-2013 t/m 08-03-2014 | Hitnotering: 14-12-2013 t/m 08-03-2014 | Hitnotering: 14-12-2013 t/m 08-03-2014 | Hitnotering: 14-12-2013 t/m 08-03-2014 | Hitnotering: 14-12-2013 t/m 08-03-2014 | Hitnotering: 14-12-2013 t/m 08-03-2014 |
| Week:                                  | 1                                      | 2                                      | 3                                      | 4                                      | 5                                      | 6                                      | 7                                      | 8                                      | 9                                      | 10                                     | 11                                     | 12                                     | 13                                     |                                        |
| -------------------------------------- | -------------------------------------- | -------------------------------------- | -------------------------------------- | -------------------------------------- | -------------------------------------- | -------------------------------------- | -------------------------------------- | -------------------------------------- | -------------------------------------- | -------------------------------------- | -------------------------------------- | -------------------------------------- | -------------------------------------- | -------------------------------------- |
| Positie:                               | 23                                     | 24                                     | 31                                     | 35                                     | 39                                     | 26                                     | 18                                     | 14                                     | 23                                     | 25                                     | 41                                     | 46                                     | 50                                     | uit                                    |

### Vlaamse Radio 2 Top 30
| Hitnotering: 14-12-2013 t/m 22-03-2014 | Hitnotering: 14-12-2013 t/m 22-03-2014 | Hitnotering: 14-12-2013 t/m 22-03-2014 | Hitnotering: 14-12-2013 t/m 22-03-2014 | Hitnotering: 14-12-2013 t/m 22-03-2014 | Hitnotering: 14-12-2013 t/m 22-03-2014 | Hitnotering: 14-12-2013 t/m 22-03-2014 | Hitnotering: 14-12-2013 t/m 22-03-2014 | Hitnotering: 14-12-2013 t/m 22-03-2014 | Hitnotering: 14-12-2013 t/m 22-03-2014 | Hitnotering: 14-12-2013 t/m 22-03-2014 | Hitnotering: 14-12-2013 t/m 22-03-2014 | Hitnotering: 14-12-2013 t/m 22-03-2014 | Hitnotering: 14-12-2013 t/m 22-03-2014 | Hitnotering: 14-12-2013 t/m 22-03-2014 | Hitnotering: 14-12-2013 t/m 22-03-2014 |
| Week:                                  | 1                                      | 2                                      | 3                                      | 4                                      | 5                                      | 6                                      | 7                                      | 8                                      | 9                                      | 10                                     | 11                                     | 12                                     | 13                                     | 14                                     |                                        |
| -------------------------------------- | -------------------------------------- | -------------------------------------- | -------------------------------------- | -------------------------------------- | -------------------------------------- | -------------------------------------- | -------------------------------------- | -------------------------------------- | -------------------------------------- | -------------------------------------- | -------------------------------------- | -------------------------------------- | -------------------------------------- | -------------------------------------- | -------------------------------------- |
| Positie:                               | 27                                     | 22                                     | 18                                     | 15                                     | 10                                     | 7                                      | 5                                      | 7                                      | 12                                     | 15                                     | 23                                     | 23                                     | 26                                     | 29                                     | uit                                    |

### NPO Radio 2 Top 2000
| Nummer met noteringen in de NPO Radio 2 Top 2000 | '14 | '15 | '16 | '17 | '18 | '19 | '20 | '21  | '22  | '23  | '24  |
| ------------------------------------------------ | --- | --- | --- | --- | --- | --- | --- | ---- | ---- | ---- | ---- |
| Ordinary Love                                    | 294 | 447 | 705 | 831 | 762 | 866 | 868 | 1043 | 1336 | 1447 | 1823 |

1. ↑  Een vetgedrukt getal geeft de hoogste notering aan.
2. ↑  2014 was het eerste jaar met een notering voor dit nummer.